# Heliconius hermathena
Heliconius hermathena é uma borboleta neotropical da família Nymphalidae e subfamília Heliconiinae, encontrada na Venezuela e no Brasil, na região de floresta tropical da bacia do rio Amazonas (Amazonas e Pará) e restrita a certos habitats não-florestais de sua área de distribuição. Foi classificada por William Chapman Hewitson, com a denominação de Heliconia hermathena, no ano de 1854; descrito no texto Illustrations of new species of exotic Butterflies selected chiefly from the collections of W. Wilson Saunders and William C. Hewitson. Suas lagartas, de um vermelho brilhante ou laranja, se alimentam de plantas do gênero Passiflora (família Passifloraceae).

## Descrição
Esta espécie, vista por cima, possui as suas asas moderadamente longas e estreitas, de coloração predominante em negro aveludado, com a presença de uma mancha vermelha em cada par de asas anteriores e com faixas longitudinais amareladas em suas asas anteriores e posteriores. Próximas à margem de suas asas posteriores existe um padrão de duas fileiras paralelas de pontuações amareladas, em sequência, similares aos encontrados na espécie Heliconius charithonia. De acordo com Keith S. Brown Jr. e Woodruff W. Benson (1977), três subespécies não são miméticas e são pouco diferenciadas, com um uma quarta, Heliconius hermathena vereatta, fortemente mimética de Heliconius das subespécies H. melpomene melpomene e de H. erato hydara; habitando apenas a região de Faro, Pará, embora seus modelos miméticos sejam generalizados. Depois descobriu-se as subespécies Heliconius hermathena renatae Brown & Fernández, 1984; Heliconius hermathena sabinae Neukirchen, 1992, similares à subespécie padrão.

## Subespécies
H. hermathena possui seis subespécies:
- Heliconius hermathena hermathena - Descrita por Hewitson em 1854 (localidade-tipo; Brasil).
- Heliconius hermathena vereatta - Descrita por Stichel em 1912 (localidade-tipo: Brasil, Pará).[6]
- Heliconius hermathena duckei - Descrita por Brown & Benson em 1977 (localidade-tipo: Brasil, Pará).
- Heliconius hermathena sheppardi - Descrita por Brown & Benson em 1977 (localidade-tipo: Brasil, Amazonas).
- Heliconius hermathena renatae - Descrita por Brown & Fernández em 1984 (localidade-tipo: Venezuela).
- Heliconius hermathena sabinae - Descrita por Neukirchen em 1992 (localidade-tipo: Brasil, Amazonas).[5]